# Банатська Топола
Банатська Топола (серб. Банатска Топола, угор. Felsőhegy) — село в Сербії, належить до общини Кікинда Північно-Банатського округу в багатоетнічному, автономному краю Воєводина. Розташоване в історико-географічній області Банат. 

## Населення
Населення села становить 1073 особи (2002, перепис), з них:
- серби — 570 — 53,47%;
- мадяри — 434 — 40,71%;

Решту жителів  — з десяток різних етносів, зокрема: хорвати, чорногорці, німці.